# BSC Hastedt
BSC Hastedt ist der Eigenname der Fußballabteilung des Bremer Sport-Club e.V., welche im Bremer Ortsteil Hastedt beheimatet ist. Die erste Herrenmannschaft spielte von 2017 bis 2022 in der fünftklassigen Bremen-Liga und nahm 2018 am DFB-Pokal teil.

## Geschichte
Die Fußballabteilung des Bremer SC entstand mit Wirkung zum 1. Juli 2008, als sich die Fußballabteilungen des Hastedter TSV und des Post-SV Bremen gemeinsam dem Bremer SC anschlossen. Erfolgreichster Stammverein war der Hastedter TSV, der in der Saison 1944/45 in der seinerzeit erstklassigen Gauliga Weser-Ems und nach dem Zweiten Weltkrieg vier Jahre in der höchsten Amateurliga Bremens spielte. 1971 nahmen die Hastedter an der deutschen Amateurmeisterschaft teil, scheiterte aber bereits in der ersten Runde am FSV Frankfurt. Ein Jahr später gewann der TSV den Bremer Pokal nach einem 4:1-Finalsieg über OT Bremen. Der Post SV Bremen hingegen spielte nur auf lokaler Ebene.
Im Jahr der Fusion war der Hastedter TSV in die Kreisliga A abgestiegen, wo der BSC Hastedt nun beginnen musste. Zwei Jahre später gelang der Aufstieg in die Bezirksliga. Dort spielten die Hastedter zunächst gegen den Abstieg. Im Jahre 2013 übernahm Hagen Kelber die Leitung der Fußballabteilung. Danach erreichte die 1. Herrenmannschaft zweimal den fünften Platz in der Bezirksliga Bremen und in der Saison 2015/16 die Meisterschaft, verbunden mit dem Aufstieg in die Landesliga Bremen. In der Saison 2016/17 gelang dem Team der direkte Aufstieg in die fünftklassige Bremen-Liga.
In der Saison 2017/18, der bisher erfolgreichsten Spielzeit der Vereinsgeschichte, erreichte die Mannschaft als Neuaufsteiger prompt den dritten Platz in der Bremen-Liga und zudem auch erstmals die Qualifikation für das Finale des Bremer Landespokals. Hastedt besiegte den Blumenthaler SV mit 3:0 und nahm so zu Beginn der Saison 2018/19 an der ersten Runde des DFB-Pokals teil. Dort verlor die Mannschaft mit 1:11 gegen den Bundesligisten Borussia Mönchengladbach. Das Spiel wurde vor 4.997 Zuschauern im ausverkauften Stadion Platz 11 auf dem Vereinsgelände von Werder Bremen ausgetragen.
Nach dem Pokalspiel verlor der BSC Hastedt zahlreiche Spieler und am Ende der Saison 2018/19 erreichte der Verein in der Bremen-Liga nur noch den zehnten Tabellenplatz. Die Spielzeit 2019/20 musste aufgrund des Ausbruchs der COVID19-Pandemie vorzeitig abgebrochen werden. Hastedt fand sich auf dem elften Platz wieder. Auch das Spieljahr 2020/21 fiel dem SARS-CoV-2-Virus zum Opfer. Bei Abbruch stand der BSC Hastedt auf Rang 14.
In der Hinrunde der Saison 2021/22 gewann die Mannschaft nur ein Spiel. Im Bremer Landespokal erreichte sie die zweite Runde kampflos, schied aber gegen TS Woltmershausen aus. Chefcoach Gökhan Deli, seit 2015 Trainer, zog sich Anfang 2022 aus beruflichen Gründen als sportlicher Leiter zurück. Neuer Trainer wurde Uğur Biricik. Hastedt konnte trotz einiger Siege nur Platz 16 erreichen und stieg in die Landesliga ab. Unmittelbar nach Saisonende erklärte Biricik seinen Rücktritt, auch der sportliche Leiter Gökhan Deli sowie Teile des Vorstands (darunter mit Kai Wilkens auch der langjährige erste Vorsitzende) zogen sich von ihren Posten zurück. Zudem verließen über 25 Spieler die erste Herrenmannschaft.
Am 31. Mai 2022 wurde Dennis Boss als neuer Cheftrainer vorgestellt, er war zuletzt als Co-Trainer beim FC Roland Bremen tätig. Am 15. September 2022 wurde Mehmet Kurt, bisheriger zweiter Vorstandsvorsitzender, auf einer außerordentlichen Mitgliederversammlung zum neuen Vorstandsvorsitzenden gewählt. Sportlich begann die Saison 2022/23 äußerst ernüchternd. Nachdem die Mannschaft aus den ersten acht Pflichtspielen nur einen einzigen Punkt erringen konnte, wurde Trainer Dennis Boss am 15. Oktober 2022 entlassen. Am nächsten Tag wurde Şafak Dinkçi als neuer Cheftrainer vorgestellt, er ist der Vater des aktuellen SC-Freiburg-Profis Eren Dinkçi. Unter dem neuen Trainer wurde noch der 13. Platz und damit der Klassenerhalt erreicht. Das Heimspiel des BSC Hastedt am 29. Juni 2023 gegen TuRa Bremen, welches Hastedt mit 1:4 verlor, war deutschlandweit das am spätesten ausgetragene Pflichtspiel der Saison 2022/2023. Die Saison 2023/2024 beendete der BSC Hastedt auf dem letzten Platz der Landesliga, wodurch die Mannschaft zur Saison 2024/2025 in die siebtklassige Bezirksliga absteigen musste. Mit Wirkung zum 1. Juli 2024 wechselte Şafak Dinkçi vom Trainerstab in den Vorstand, aus dem er im August 2024 aber bereits wieder zurücktrat. Neuer Cheftrainer der ersten Herrenmannschaft ist seit dem Stefan Preuß, der zuvor in der Jugend des SC Borgfeld als Trainer tätig war.

## Statistik
Grün unterlegte Platzierungen kennzeichnen einen Aufstieg, rot einen Abstieg.
| Saison  | Liga        | Spielklasse | Platzierung | Spiele | S  | U  | N  | Tore    | Differenz | Punkte | Anmerkungen                  |
| ------- | ----------- | ----------- | ----------- | ------ | -- | -- | -- | ------- | --------- | ------ | ---------------------------- |
| 2008/09 | Kreisliga A | 8. Liga     | 03 von 15   | 28     | 14 | 07 | 07 | 082:046 | +036      | 49     |                              |
| 2009/10 | Kreisliga A | 8. Liga     | 01 von 16   | 30     | 26 | 02 | 02 | 104:022 | +082      | 80     | Aufstieg                     |
| 2010/11 | Bezirksliga | 7. Liga     | 05 von 16   | 30     | 15 | 05 | 10 | 066:052 | +014      | 50     |                              |
| 2011/12 | Bezirksliga | 7. Liga     | 11 von 16   | 30     | 11 | 04 | 15 | 068:078 | −010      | 37     |                              |
| 2012/13 | Bezirksliga | 7. Liga     | 12 von 16   | 30     | 10 | 01 | 19 | 059:105 | −046      | 31     |                              |
| 2013/14 | Bezirksliga | 7. Liga     | 05 von 16   | 30     | 15 | 06 | 09 | 078:058 | +020      | 51     |                              |
| 2014/15 | Bezirksliga | 7. Liga     | 05 von 20   | 36     | 23 | 03 | 10 | 141:066 | +075      | 72     |                              |
| 2015/16 | Bezirksliga | 7. Liga     | 01 von 18   | 34     | 27 | 04 | 03 | 168:051 | +117      | 85     | Aufstieg                     |
| 2016/17 | Landesliga  | 6. Liga     | 01 von 16   | 30     | 23 | 02 | 05 | 115:031 | +084      | 71     | Aufstieg                     |
| 2017/18 | Bremen-Liga | 5. Liga     | 03 von 16   | 30     | 18 | 07 | 05 | 101:048 | +053      | 61     | Sieger Bremer Landespokal    |
| 2018/19 | Bremen-Liga | 5. Liga     | 10 von 16   | 30     | 10 | 09 | 11 | 052:072 | −020      | 39     |                              |
| 2019/20 | Bremen-Liga | 5. Liga     | 11 von 16   | 21     | 07 | 02 | 12 | 034:050 | −016      | 23     | Saison vorzeitig abgebrochen |
| 2020/21 | Bremen-Liga | 5. Liga     | 14 von 18   | 08     | 02 | 0  | 06 | 013:019 | −006      | 06     | Saison vorzeitig abgebrochen |
| 2021/22 | Bremen-Liga | 5. Liga     | 16 von 18   | 34     | 07 | 03 | 24 | 046:119 | −073      | 24     | Abstieg                      |
| 2022/23 | Landesliga  | 6. Liga     | 13 von 16   | 30     | 08 | 02 | 20 | 044:092 | −048      | 26     |                              |
| 2023/24 | Landesliga  | 6. Liga     | 16 von 16   | 30     | 5  | 5  | 20 | 48: 88  | − 40      | 20     | Abstieg                      |

## Zweite Herrenmannschaft
Die zweite Herrenmannschaft des BSC Hastedt spielt aktuell in der zehntklassigen Kreisliga C. Zuvor war Hastedts „Zwote“ drei Jahre lag in der elfklassigen 1. Kreisklasse vertreten und erreichte dabei zweimal Platz vier und einmal Rang fünf. In der Saison 2016/17 gewann die Mannschaft die Meisterschaft in der heute nicht mehr existenten 3. Kreisklasse.

## Dritte Herrenmannschaft
Seit Beginn der Saison 2023/24 hat der BSC Hastedt eine dritte Herrenmannschaft im aktiven Pflichtspielbetrieb, die ausschließlich aus rumänischen Migranten besteht. Die Mannschaft spielte zunächst in der zwölftklassigen 2. Kreisklasse, der niedrigsten Herrenspielklasse des Bremer Fußball-Verbandes. Zur Saison 2024/25 stieg sie in die 1. Kreisklasse auf.

## Sonstige Mannschaften
In der Saison 2024/2025 hat der BSC Hastedt neben seinen drei Herrenmannschaften noch Teams in den folgenden Altersklassen im aktiven Pflichtspielbetrieb:
- Jugend: eine A-Junioren-Mannschaft (U19), zwei B-Junioren-Mannschaften (U17), eine C-Junioren-Mannschaft (U15), zwei D-Junioren-Mannschaften (U13), zwei E-Junioren- und eine E-Juniorinnen-Mannschaft (U11) sowie Fußballschulen für F- und G-Junioren.
- Alte Herren: eine Ü50-Mannschaft

## Spielstätten
Hauptspielstätte des Vereins ist die mit einem Kunstrasenplatz ausgestattete Sportanlage Jakobsberg am Hastedter Osterdeich, unweit des Weserwehrs.
Ebenfalls am Jakobsberg befindet sich die Gaststätte La Valenciana, eine Sporthalle, in der bis Juni 2024 der Handballverein HC Bremen Heimspiele austrug. Zudem befand sich am Jakobsberg auch ein Eissportstadion, welches jedoch seit März 1997 nicht mehr genutzt und deshalb im November 2021 abgerissen wurde. Auf der eingeebneten Fläche wird seit Beginn des Schuljahres 2022/2023 mithilfe von Containern der Schulbetrieb der maroden Schule am Alten Postweg fortgeführt, bis diese abgerissen und neugebaut ist. Voraussichtlich mit Beginn des Schuljahres 2026/2027 soll der Schulbetrieb wieder ins neue Gebäude am Alten Postweg zurückkehren. Für die Zeit danach plant der Verein auf der Fläche die Errichtung eines Kleinfeld-Kunstrasenplatzes sowie einer kleinen Sporthalle.
Seit September 2023 verwendet der BSC Hastedt die Bezeichnung Wilhelm-Ubben-Sportfeld am Jakobsberg, eine Ehrung und Erinnerung an das im Mai 2023 verstorbene Vorstands- und Ehrenmitglied Wilhelm Ubben.